# Slagpin

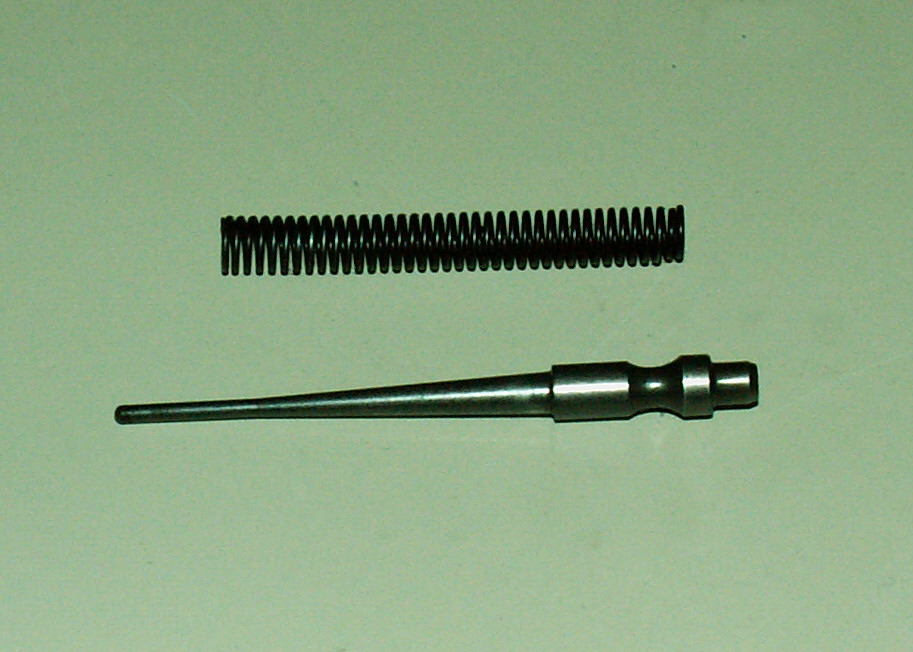
Slagpin

Een slagpin, ook wel -pen, is een onderdeel van een vuurwapen dat bij het afvuren het slaghoedje van de gekamerde patroon indeukt. Hierdoor wordt het slagsas, dat zich in het slaghoedje bevindt en dat gevoelig is voor druk en wrijving, ontstoken. De slagpin kan een apart onderdeel zijn van een vuurwapen, of kan deel uitmaken van de hamer. Deze laatste configuratie komt vaak voor bij revolvers.